# Affectio societatis
In diritto, l'affectio societatis è un'espressione latina usata per indicare la volontà comune di alcune persone fisiche (o giuridiche) di essere soci e fondersi in un'unica entità. È una proprietà di base di una società nella legge francese e anche in quella italiana. Gli articoli 1832 e 1833 del Codice civile francese (la cui prima versione risale a Napoleone Bonaparte) sono alla base di questo principio, sebbene non ci sia nessuna definizione fornita direttamente dalla legge. È stata definita principalmente dalla dottrina e dalla giurisprudenza.

## Italia
In linea generale, l'affectio societatis si presume già esistente nelle società costituite secondo le forme previste dalla legge italiana (ad esempio, società in nome collettivo, società in accomandita semplice, ecc.). Il concetto è di maggiore utilità pratica nel caso delle cosiddette "società di fatto".
Nella legge italiana, l'affectio societatis è un elemento fondamentale per poter dimostrare l'esistenza di una società di fatto (il cui concetto è simile, anche se non identico, alle cosiddette de facto corporation). Secondo la legge italiana, le società di fatto esistono se si riesce a dimostrare, tra l'altro, che vi era affectio societatis tra i suoi membri. Se viene dimostrata l'esistenza di una società di fatto, essa viene trattata come una normale società di persone, con i suoi membri dotati di responsabilità illimitata.
Le società di fatto possono insorgere se una società riceve denaro, supporto e istruzioni operative da una persona esterna, che agisce come un "socio occulto" (anche se la sua esistenza deve essere dimostrata in tribunale) oppure la società di fatto può anche essere palese e non occulta e il socio di fatto della società potrebbe anche aver agito in assoluta buona fede. In questo caso, il socio di fatto (occulto o palese che sia) assume responsabilità illimitata nei confronti delle obbligazioni della società. I più interessati a dimostrare l'esistenza di società di fatto sono sicuramente i creditori della società, i quali, in caso di insolvenza, pretendono i pagamenti dal socio di fatto. La ratio della giurisprudenza è che il socio di fatto ha "messo la sua faccia", quando la società ha chiesto prestiti o ha firmato contratti, fornendo implicitamente una garanzia per questi.
Se il socio di fatto è legato da legami di parentela con gli altri soci, dimostrare l'affectio societatis è più complicato, non essendo in tal caso agevole distinguere tra aiuti tra parenti e la volontà comune di far parte di una società, ma è pur sempre possibile.
Un altro caso molto comune in cui insorge la società di fatto è anche quello della successione di imprese individuali per la morte dell'imprenditore individuale; l'impresa individuale si trasforma automaticamente in una società di fatto tra i coeredi e in tal caso l'affectio societatis viene presunta come già esistente, essendo i soci già in possesso di una volontà comune di mandare avanti un'attività.
La legge italiana introduce anche la cosiddetta affectio societatis scelerum, che significa affectio societatis legata ad attività illegali. L'esistenza dell'affectio societatis scelerum è un elemento essenziale per dimostrare il reato di "associazione a delinquere" e per applicare l'art. 416 del Codice penale.
Analogamente alla legge francese, neanche la legge italiana fornisce una definizione di affectio societatis; sono state la dottrina e la giurisprudenza a fornire sia la definizione che i mezzi di prova.